# جولي ماهوني
جولي ماهوني هي مبارزة بالسيف كندية، ولدت في 31 مايو 1978 في مونتريال في كندا.

## وصلات خارجية
- جولي ماهوني على موقع الاتحاد الدولي للمبارزة (الإنجليزية)
- جولي ماهوني على موقع أوليمبيديا (الإنجليزية)